# Mount Vernon (Oregon)
Mount Vernon és una població dels Estats Units a l'estat d'Oregon. Segons el cens del 2000 tenia 595 habitants.

## Demografia
Segons el cens del 2000, Mount Vernon tenia 595 habitants, 248 habitatges, i 162 famílies. La densitat de població era de 332,9 habitants per km².
Dels 248 habitatges en un 31% hi vivien nens de menys de 18 anys, en un 51,6% hi vivien parelles casades, en un 11,3% dones solteres, i en un 34,3% no eren unitats familiars. En el 29,4% dels habitatges hi vivien persones soles el 12,5% de les quals corresponia a persones de 65 anys o més que vivien soles. El nombre mitjà de persones vivint en cada habitatge era de 2,4 i el nombre mitjà de persones que vivien en cada família era de 2,97.
Per edats la població es repartia de la següent manera: un 28,2% tenia menys de 18 anys, un 6,7% entre 18 i 24, un 26,9% entre 25 i 44, un 24,5% de 45 a 60 i un 13,6% 65 anys o més.
L'edat mediana era de 38 anys. Per cada 100 dones de 18 o més anys hi havia 83,3 homes.
La renda mediana per habitatge era de 31.635$ i la renda mediana per família de 32.083$. Els homes tenien una renda mediana de 33.611$ mentre que les dones 17.292$. La renda per capita de la població era de 13.241$. Aproximadament el 13,7% de les famílies i el 13,8% de la població estaven per davall del llindar de pobresa.

## Poblacions més properes
El següent diagrama mostra les poblacions més properes.